# سیریل استایلز
سیریل استایلز (انگلیسی: Cyril Stiles؛  – ) قایقران روئینگ اهل نیوزیلند بود.
وی در مسابقات کشوری و بین‌المللی در مجموع برندهٔ ۱ مدال نقره، ۱ مدال برنز شده‌است.